# Wei Jingsheng
Dans ce nom chinois, le nom de famille, Wei, précède le nom personnel.
Pour les articles homonymes, voir Wei.
Compléments
Auteur de “La cinquième modernisation et autres écrits sur le Printemps de Pékin”

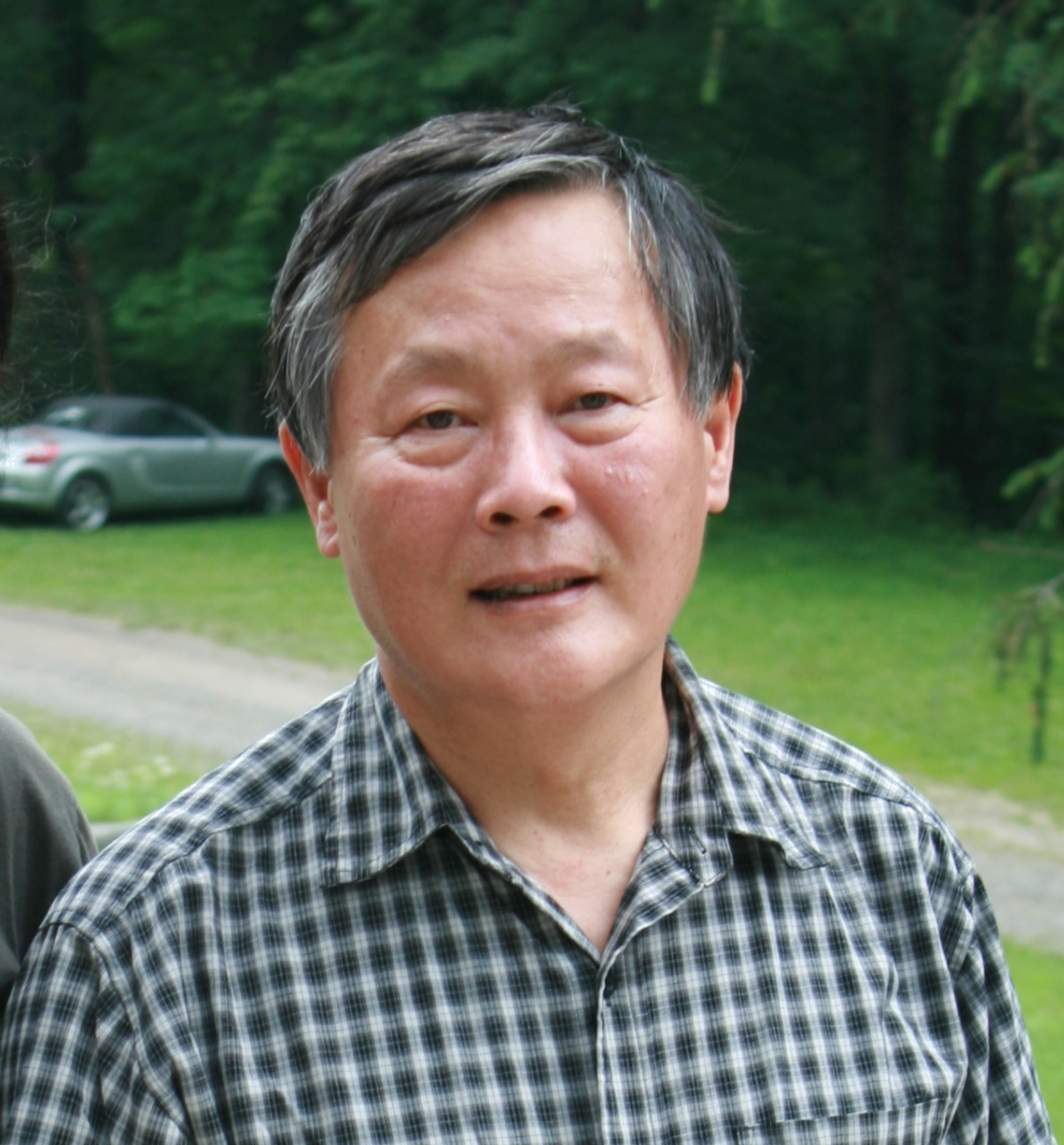
Wei Jingsheng.

Wei Jingsheng (chinois simplifié : 魏京生 ; pinyin : Wèi Jīngshēng) est né le 20 mai 1950 à Pékin. Ancien garde rouge, fils de hauts cadres communistes, il est un des plus célèbres dissidents chinois et symbole du mouvement de revendications démocratiques en Chine. Il fut pressenti à plusieurs reprises pour le Prix Nobel de la paix et reçut en 1996 le prix Sakharov pour la Liberté de Pensée.

## Biographie

### Action politique
Wei Jingsheng a pris part à la Révolution culturelle comme garde rouge alors qu'il était électricien au zoo de Pékin. L'arrivée au pouvoir en République Populaire de Chine de « gestionnaires » plus pragmatiques, tels le premier ministre Zhou Enlai et son bras droit Deng Xiaoping qui promouvaient les « Quatre modernisations » (agriculture, industrie, défense nationale, sciences et techniques) et un début très timide de « démaoïsation » ouvrirent le champ au débat et aux revendications politiques. Wei Jingsheng se fit connaître pour son rôle dans le « mouvement démocratique » de 1979 : son dazibao affiché sur le Mur de la démocratie, réclamant la « cinquième modernisation », la démocratie, est resté célèbre. Dénonçant les réformes comme un leurre destiné à masquer la mise en place d'une nouvelle dictature communiste, il attaque violemment les nouveaux responsables politiques chinois. Wei Jingsheng fut arrêté le 29 mars 1979 pour avoir « divulgué des secrets d'État », et fut condamné à 15 ans de prison. Il avait également écrit en mars 1979 une lettre dénonçant les conditions inhumaines de la prison de Qincheng où fut incarcéré le 10e Panchen Lama et qui conduisirent ce dernier à une tentative de suicide après des séances de thamzing. Une grande partie des informations contenues dans l'essai de Wei Jingsheng provenaient du père de l'amie de Wei, qui venait d'être relâché de cette prison de haute sécurité. Marie Holzman a déclaré que Wei a complété sa recherche et écrit son essai de journalisme d'investigation en une semaine.
L'ensemble du mouvement contestataire qui prend de l'ampleur en Chine après la mort de Hu Yaobang, ancien Premier ministre plus conciliant, et au moment de la venue à Pékin de Mikhail Gorbatchev en mai 1989, continue d'inquiéter les dirigeants du PC. C'est finalement la ligne dure du parti qui l'emporte et fait tomber sur le pays une répression sanglante qui suscite beaucoup d'indignation dans le monde (manifestations de la place Tian'anmen, juin 1989).

### Témoignage d'actes de cannibalisme
Dans sa biographie, Wei Jingsheng évoque des cas de cannibalisme dans son village natal . Gilles van Grasdorff rapporte, à ce propos ses écrits dans La cinquième modernisation et autres écrits du Printemps de Pékin :
« Devant mes yeux, parmi les mauvaises herbes, surgit soudain une scène qui m'avait été rapportée au cours d'un banquet : celle des familles échangeant entre elles leurs enfants pour les manger [...] Je distinguais clairement le visage affligé des parents mâchant la chair des enfants contre lesquels, ils avaient troqué les leurs. »

### Condamnation
Les autorités prirent prétexte de sa correspondance avec l'étranger sur la guerre sino-vietnamienne pour accuser Wei Jingsheng de trahison et activité contre-révolutionnaire. Condamné par le régime à 15 ans de prison, il est libéré en septembre 1993 par Jiang Zemin. Sa première sortie est consacrée à Ding Zilin, une universitaire dont le fils de 17 ans est mort le 3 juin 1989 lors de la révolte de Tiananmen. Puis il est de nouveau arrêté en mars 1994 et condamné à 14 ans de prison. Il a été libéré pour raison médicale en novembre 1997 après 18 ans d'incarcération et expulsé aux États-Unis.
Depuis sa prison, Wei Jingsheng écrivit à Deng Xiaoping de nombreuses lettres qui furent sorties clandestinement et publiées. Ainsi, en 1992, il écrit une longue lettre au sujet du Tibet, démontrant sa profonde compréhension de cette question. Il y remet notamment en cause la suzeraineté de la dynastie Qing sur le Tibet.

### Vie d'exil
Depuis sa libération, Wei Jingsheng vit en exil aux États-Unis et voyage pour promouvoir la démocratie en Chine. Il prend la parole devant des réunions politiques, est quelquefois reçu par des autorités officielles, et agit auprès des Chinois d'outre-mer. Dès 1998, il déclarait : « Les politiciens occidentaux renoncent à leurs principes pour gagner le marché chinois. Lorsque j’étais en Chine, les communistes me disaient que les démocraties n’avaient que faire des droits de l’homme. Évidemment, je ne les croyais pas. Ce que je constate aujourd’hui de visu pourrait me faire croire qu’ils avaient raison… » Certains de ses articles sont diffusés par Global Viewpoint.
Dans un article de mars 2008, il appelle Jacques Rogge, le président du Comité international olympique, à faire pression sur les autorités de Pékin pour qu'elles respectent les droits de l'homme au Tibet,.
En 2008, Wei Jingsheng rencontre le 14e dalaï-lama à Nantes.

## Récompenses
Wei Jingsheng a reçu en 1994 le prix de la paix Olof Palme et le Prix Robert F. Kennedy des droits de l'homme (associé à Ren Wanding), puis en 1996 le prix Sakharov de la liberté de pensée. En 1997, il reçoit le Democracy Award de la National Endowment for Democracy.